# Navajozandsteen

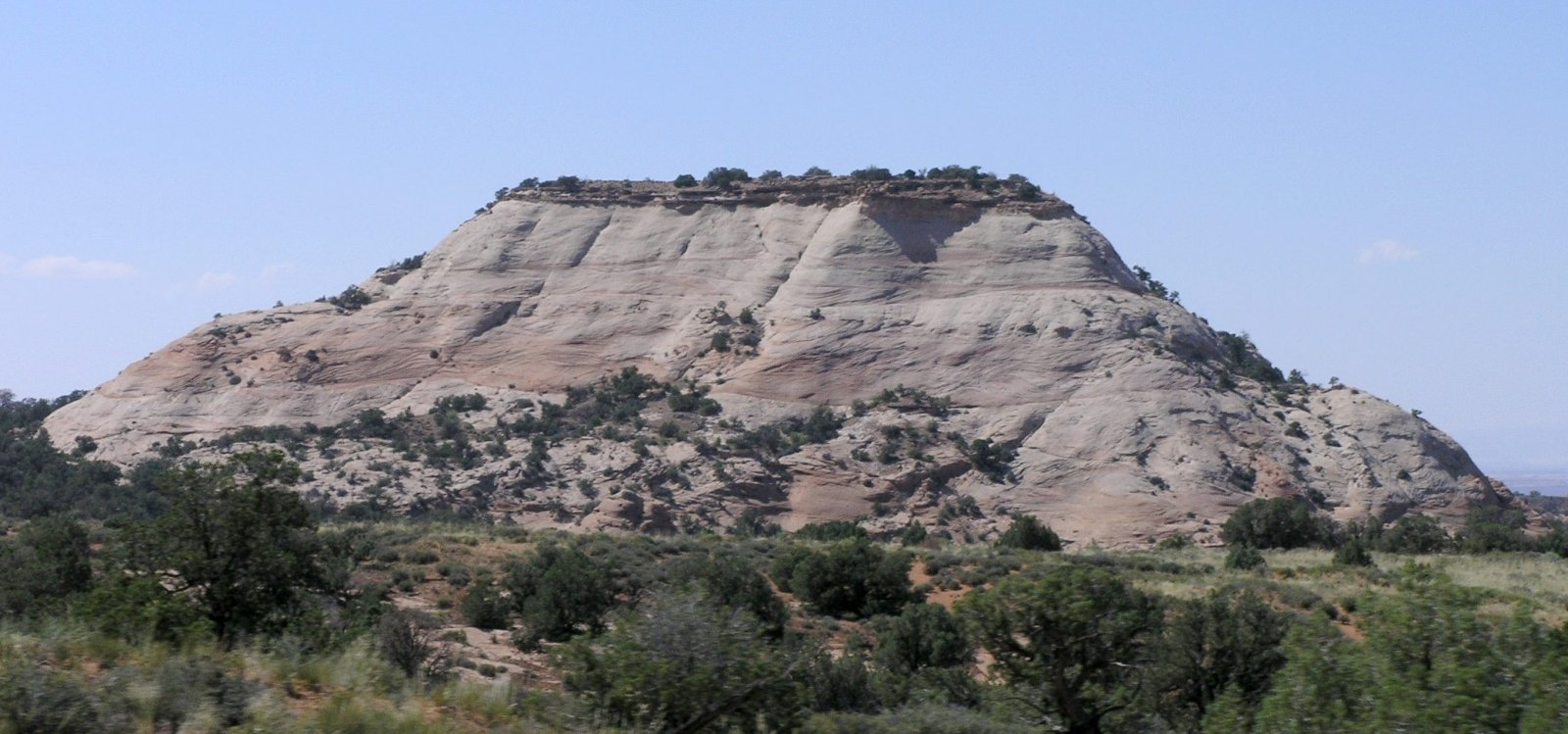
Uitzicht op Navajo Sandstone in het district Island in the Sky van Canyonlands

Navajozandsteen (Engels: Navajo Sandstone) is een geologische formatie binnen het Glen Canyon-gebied, die zich uitstrekt over het Coloradoplateau in de Amerikaanse staten Utah, Arizona, Colorado en Nevada.
Deze zandsteen is vooral prominent aanwezig in zuidelijk Utah, waar het de kenmerkende witte tot lichtroze koepels en kliffen vormt in nationale parken zoals Zion, Arches, Capitol Reef, Canyonlands en het Glen Canyon National Recreation Area.

## Oorsprong en kenmerken

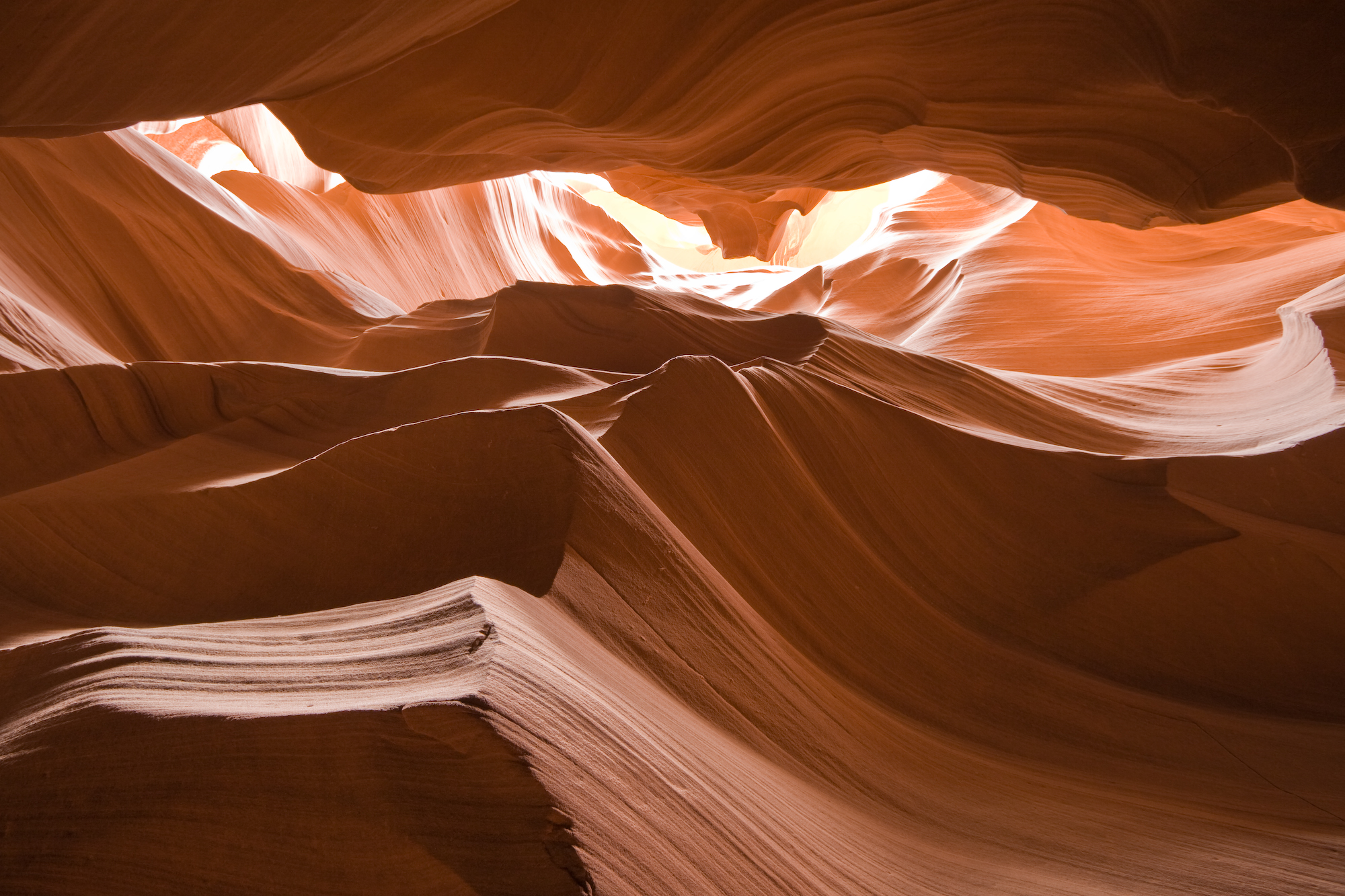
Navajo Sandstone in Antelope Canyon, Arizona

De Navajo Sandstone werd afgezet tijdens het Vroeg-Jura, ongeveer 180 tot 190 miljoen jaar geleden, in een uitgestrekte woestijnomgeving vergelijkbaar met de huidige Sahara. Het gesteente bestaat voornamelijk uit goed gesorteerde, afgeronde kwartszandkorrels die zijn afgezet door wind in grote zandduinen (een zogenaamd 'erg'). Deze duinen zijn nu zichtbaar als massieve, kruisgelaagde zandsteenlagen die opvallende ronde vormen en steile kliffen creëren. 

### Stratigrafische context
Binnen de Glen Canyon Group ligt de Navajo Sandstone bovenop de Kayenta Formation. Samen vormen deze lagen indrukwekkende verticale kliffen tot wel 670 meter hoog. De Navajo Sandstone onderscheidt zich door zijn lichte kleur en afgeronde erosievormen, terwijl de onderliggende Kayenta Formation bekend staat om zijn roodbruine, gelaagde structuur. 

### Verspreiding en geologische betekenis
De Navajo Sandstone beslaat een gebied van ongeveer 400.000 km² en is een van de meest herkenbare gesteentelagen in het zuidwesten van de Verenigde Staten. Het vormt niet alleen een belangrijk onderdeel van het landschap, maar biedt ook inzicht in de klimatologische en geologische geschiedenis van het gebied tijdens het Jura. 

Deze foto toont een opvallend geologisch contrast in Snow Canyon State Park, Utah: de lichtgekleurde, afgeronde formaties van Navajo-zandsteen worden doorkruist door donkere basaltlava van vulkanische oorsprong.